# Ignacija
Ignacija je žensko osebno ime.

## Izvor imena
Ime Ignacija je ženska oblika moškega osebnega imena Ignac.

## Pogostost imena
Po podatkih Statističnega urada Republike Slovenije je bilo na dan 31. decembra 2007 v Sloveniji število ženskih oseb z imenom Ignacija: 14.

## Osebni praznik
V koledarju je ime Ignacija skupaj z imenom Ignac.